# Ingalill
Ingalill eller Inga-Lill är en diminutivform av det fornnordiska namnet Inga som är bildat av gudanamnet Ing, ett annat namn för fruktbarhetsguden Frö. Det kan också ses som ett dubbelnamn sammansatt av namnen Inga och Lill. 
Det äldsta belägget i Sverige är från år 1896.
Den 31 december 2014 fanns det totalt 18 135 kvinnor folkbokförda i Sverige med namnet Ingalill eller Inga-Lill, varav 9 331 bar det som tilltalsnamn. Den vanligaste formen är Inga-Lill.
Namnsdag i Sverige: 25 oktober sedan 2001. Namnet fanns också listat på samma dag 1986–1992, men var borta ur almanackan 1993–2000. I den finlandssvenska namnsdagslängden har Ingalill namnsdag 20 juni sedan 2005.

## Personer med namnet Ingalill eller Inga-Lill

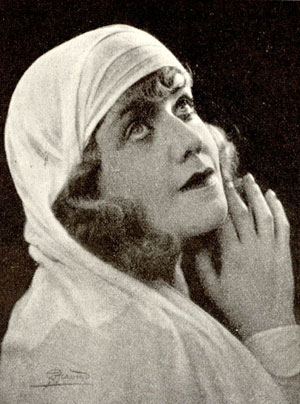
Ingalill Söderman

- Inga-Lill Andersson, svensk skådespelare
- Ingalill Bergensten, svensk journalist och författare
- Ingalill Berglund, svensk företagsledare
- Ingalill Ellung, svensk skådespelare
- Ingalill Holmberg, svensk ekonom
- Inga Lill Högberg, svensk journalist och författare
- Inga Lill Johansson, svensk sångerska
- Ingalill Mosander, svensk journalist
- Inga-Lill Nilsson, svensk sångerska
- Ingalill Odhelius-Mutén, svensk konstnär
- Ingalill Rossvald, svensk musiker och skådespelare
- Ingalill Rydberg, svensk skådespelare
- Ingalill Söderman, svensk operettsångerska och skådespelare
- Inga-Lill Åhström, svensk skådespelare